# Кураков Олексій Сергійович
Курако́в Олексі́й Сергі́йович — український кікбоксер, майстер спорту України міжнародного класу.
Станом на 2013 рік — член дирекції ПАТ «Донбасенерго».

## Досягнення
- Чемпіон світу,
- Володар Кубка світу.